# Europiella artemisiae
Europiella artemisiae (synoniem: Plagionathus albipennis) is een wants uit de familie van de blindwantsen (Miridae). De soort werd het eerst wetenschappelijk beschreven door Theodor Becker in 1864.

## Uiterlijk
De langwerpig ovale wants kan 3 tot 3,5 mm lang worden en is altijd langvleugelig. Het lichaam is wit-geel tot grijs van kleur en is bedekt met witte haartjes. Het schildje (scutellum) is zwart met aan de zijkant rood-gele hoekpunten en de pootjes zijn geel met donkere dijen en zwart gestippelde schenen met stekels. Op de zwarte kop kop staan twee antennes waarvan het eerste segment zwart is en het tweede gedeeltelijk zwart. De rest van de antennes is bruin gekleurd. De soort lijkt op de zeldzame Europiella decolor, maar die heeft geen bruine maar gele laatste antennesegmenten en komt voornamelijk voor op zeealsem en niet op bijvoet. Europiella artemisiae lijkt ook op sommige Psallus-soorten, maar die hebben geen zwart eerste antennesegment.

## Leefwijze
De soort overwintert als eitje en kent twee generaties per jaar. De wantsen kunnen van april tot in november gevonden worden langs bosranden en wegbermen waar de waardplant bijvoet (Artemisia vulgaris) groeit.

## Leefgebied
De wants komt voor in Noord-Amerika, Europa, Azië en is in Nederland algemeen